# Мадонна Лія
«Мадонна Лія»  (італ. Madonna Lia) — картина міланського художника Франческо Наполетано, учня Леонадо да Вінчі.

## Дещо про Франческа Наполетано
Про італійського художника Франческо Наполетано збережено мало відомостей. На кінець 20 століття було відомо, що він був учнем Леонардо да Вінчі міланського періду.
Розшуки в архівах довели, що він походив з родини, котра походила з міста Неаполь. Його справжнє прізвище Франческо Галлі. Рік його народження позначають як 1470 чи близько того. Самого Франческо вважають серед перших учнів майстерні Леонардо, котрий прибув на працю у Мілан. Повного переліку творів Франческа Наполетано ще не існує. В Швейцарії знайдена вівтарна картина "Мадонна на троні зі святм Іваном Хрестителем та св. Себастьяном ". Художник помер 1501 року і залишив малолітніми двох дітей.

## Опис твору
Картина «Мадонна Лія» відома з 18 століття. Її ранні роки не відстежені. У 18 столітті картину, котру вважали твором Леонардо, копіювали. Назва твору походить від прізвища володаря (Амедео Лія). В пінакотеку замку Сфорца картина передана у 2007 році. На тлі картини два вікна, в одному з котрих зображена частина мурів замку Сфорца, як вказівка на місто, де її створили. Композиція картини створена за розповсюдженим трафаретом Леонардо. Відомо декілька її варіантів у різних музейних і приватних збірках, серед котрих «Мадонна Літта», «Мадонна з гвоздикою» та інші.

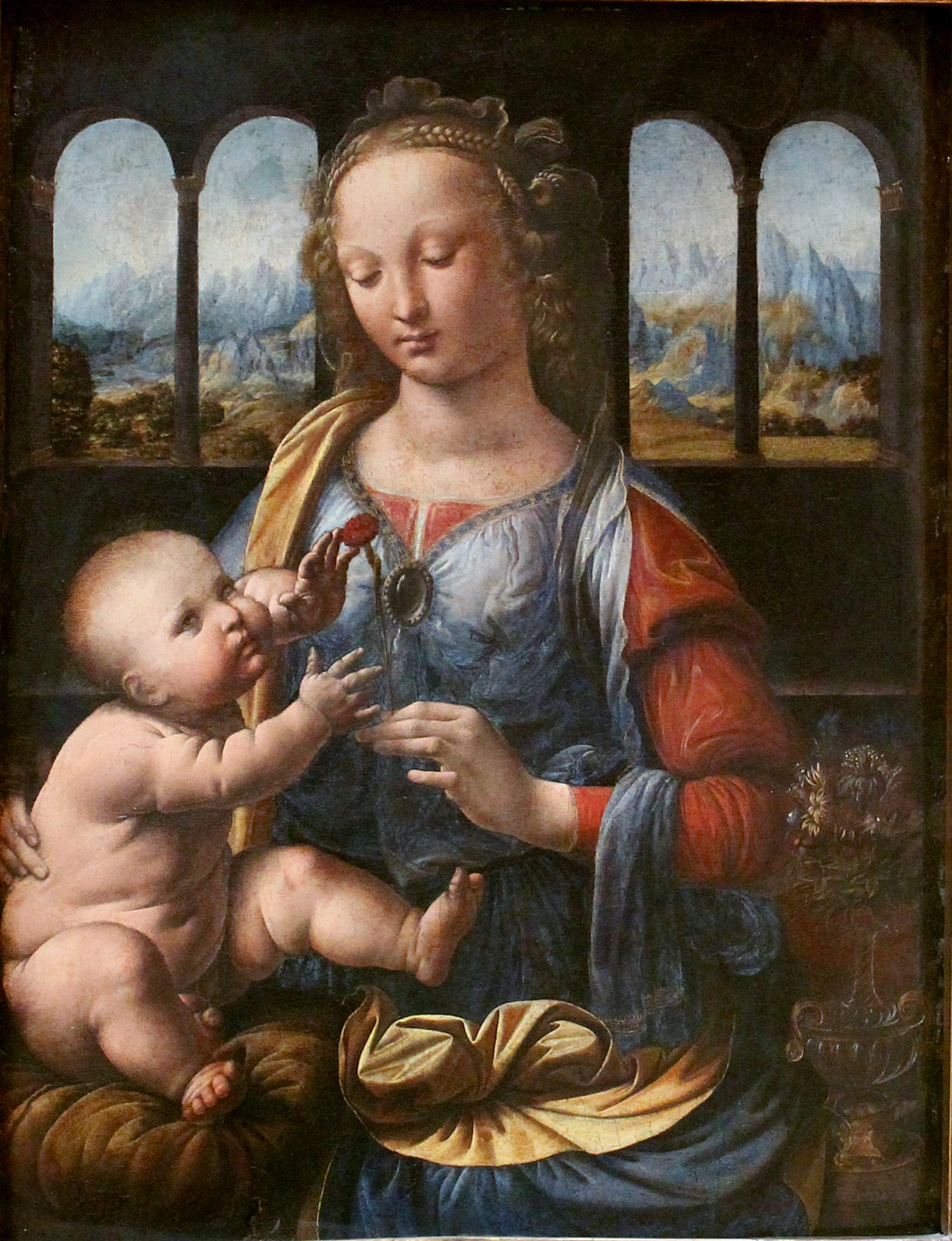
« Мадонна з гвоздикою », до 1480 р., Стара пінакотека, Мюнхен
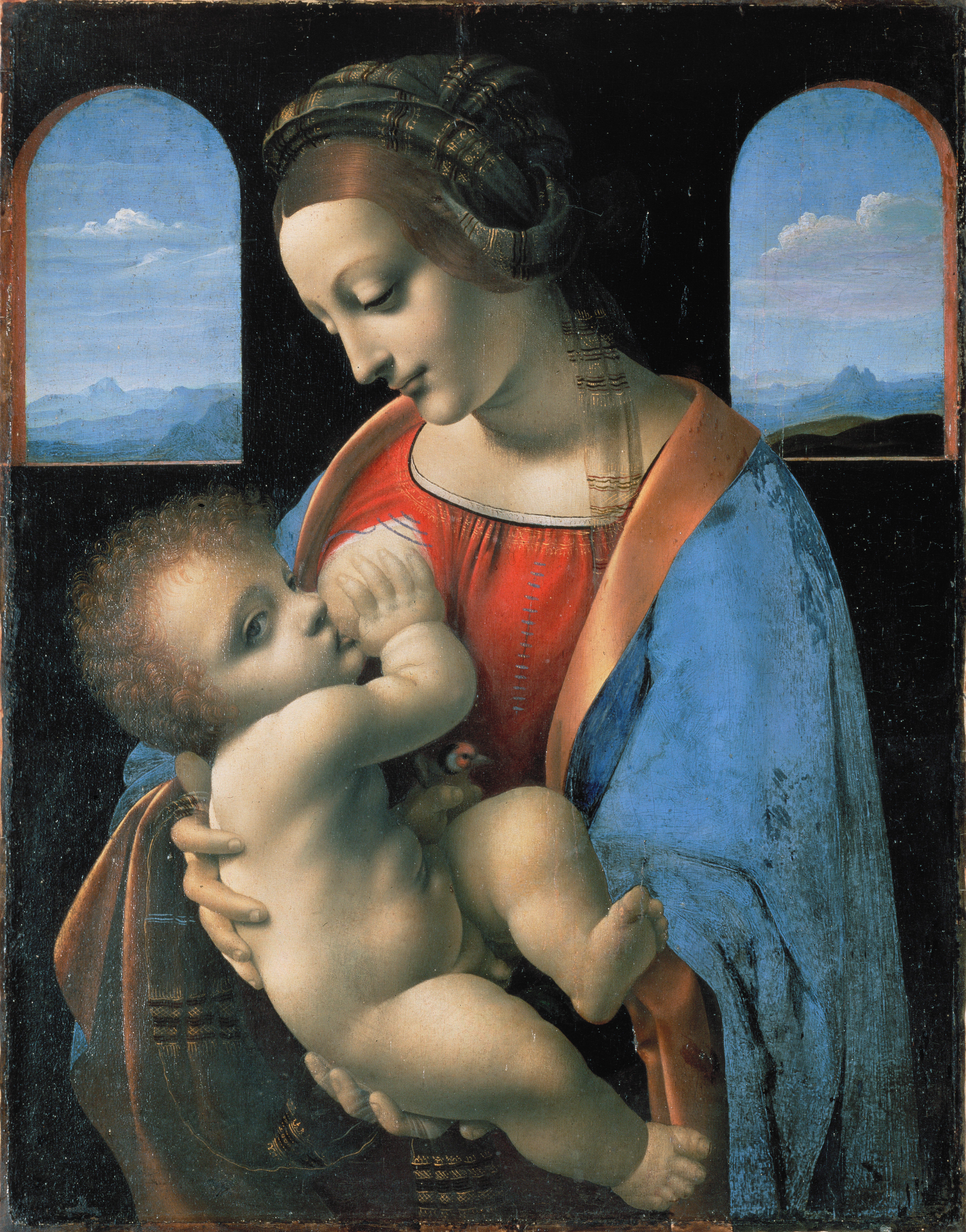
« Мадонна Літта », 1490 р.
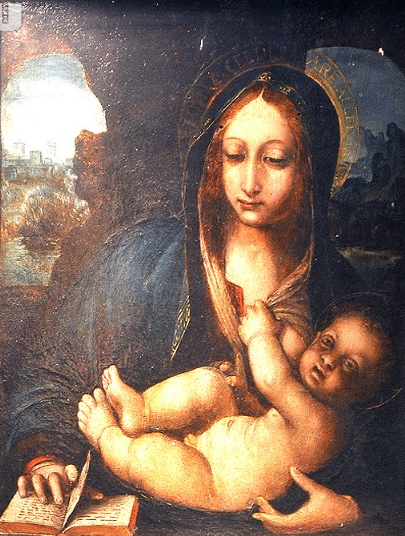
Невідомий 16 ст. «Мадонна з немовлям і біблією»